# Incognito (banda)
Incognito es una banda británica de funk y soul, y uno de los miembros más representativos del acid jazz británico. 

## Historia
Incognito es un proyecto personal de Jean-Paul 'Bluey' Maunick, su fundador y guitarrista y el autor de la mayoría de las composiciones de la banda. Bluey formó Incognito en 1980, influenciado por artistas como Stevie Wonder, Marvin Gaye, Santana, Eart Wind & Fire o Kool & The Gang. La formación original estaba liderada por el propio Bluey y el bajista Paul Williams, y estaba compuesta además por el saxofonista George Lee, el batería Jeff Dunn, el teclista Peter Hinds y el percusionista Gee Bello, quienes contaron con la colaboración de otros músicos de estudio para grabar el primer álbum de la banda, un disco íntegramente instrumental titulado Jazz Funk, publicado en 1981. 
Durante el resto de la década cada uno de los integrantes originales del proyecto tomó su propio camino, y Bluey continuó componiendo y produciendo para otros artistas al tiempo que mantenía un trabajo fuera de la música. A finales de los '80 Bluey conoció a Gilles Peterson, el fundador del sello "Acid Jazz", quien produjo el segundo álbum de la banda, "Inside Life" en 1991, lanzado diez años más tarde que el disco de debut de cuya formación sólo quedaba Maunick. El disco contaba con la poderosa voz de la diva del soul Jocelyn Brown, y supuso todo un éxito, situando a la banda a la cabeza del nuevo fenómeno musical conocido como Acid Jazz y dirigido por Gilles Peterson, propietario de los dos sellos más importantes del movimiento: "Acid Jazz" y "Talking Loud".
Desde entonces, contando con el citado"Jazz Funk' de 1981, aparte de compilaciones,remixes y grabaciones en directo como la que se realizó en Londres el 12 de Julio del 2014 para celebrar el 35 aniversario de la banda ( Live in London - 35 th Anniversary Show), hasta el momento Bluey ha publicado un total de diecisiete álbumes de estudio bajo el nombre del proyecto, contando siempre con la colaboración de los mejores músicos de estudio londinenses, que han ido desfilando sucesivamente en las grabaciones y tours del grupo con una sola excepción: La cantante norteamericana Maysa Leak ha sido el único elemento relativamente estable en las diversas formaciones por las que ha pasado la banda, abandonándola temporalmente para iniciar su carrera en solitario para regresar posteriormente.

## Miembros e Invitados

### Vocalistas
Maysa Leak, Marc Anthoni, Mo Brandis, Linda Muriel, Richard Wayler, Chaka Khan, Stevie Wonder, Elizabeth Troy, Joy Malcolm, Josephine McCormick, Arlene "Danielle" Rookwood, Chyna Gordon, Claudia Fontaine,  Claudia Rey, Vivienne Mckone, Gina Foster, Janice Hoyte, Ed Motta, Beverley Skeete, Diane Reeves, Chris Ballin, Imaani, Karen Bernaud, Veronique, Charlise Rookwood, Paul Jason Federicks, Ogadinma Umelo Sang, Lawrence Johnson, Lain Grey, Lennox, Kelli Sae, Raymond Simpson, Xavier Barnett, Diane Joseph, Sarah Brown, Terri Walker, Tyrone Henry, Tony Momrelle, Priscilla May Jones,  Tessa Niles, Linda Taylor, Carol Kenyon, Paige Lackey Martin, Rhonda Thomas, Dave Collins, Root Jackson, Juliet Roberts, Bazil Meade, Valerie Etienne, Jocelyn Brown, Noel McCoy, Joy Rose, Gail Evans, Robbie Danzie, Lauraine McIntosh, Sophia Jones, Ledisi, Dira, Carleen Anderson, Sakura, Donna Gardier, Jack Kerouac,Katie Leone, Vanessa Haynes, Natalie Williams.

### Teclistas
Peter Hinds, Graham Harvey, Jim Watson, Gary Sanctuary, Rickardo Reid, Simon Grey, John Deley, Mark Taylor, Matt Cooper, Leon Greening, Mark Edwards, Mike Gorman, Ski Oakenfull, Jamie Norton, Tim Vine, Lyndon Connah, Don Doobay, Errol Reid, Nikki Yeoh,  Mattie Collins, Jools Holland, George Duke.Simon Coswort

### Guitarristas
Bluey, Tony Remy, Paul Weller, Robert Greenfield, Ronnie Johnson, Tim Cansfield, Dave Ital, Hamish Stuart, George Benson, Matias Sánchez(Ex Ojas), Francesco Sales.

### Bajistas
Paul "Tubbs" Williams, Alpheous Little, Alex Maheiros, Greg Harewood, Nick Cohen, Yolanda Charles, Julian Crampton, Randy-Hope Taylor, Neville Malcolm, Francis Hylton, Andy Kremer, Gavin W. Pearce, Stuart Zender.

### Bateristas
Geoff Dunn, Trevor Murrell, Gavin Harrison, John Piper, Ron Telemaque, Andy Gangadeen, Richard Bailey, Tony Mason, Ian Thomas, Max Beesley, Frank Tontoh, Peter Ray Biggin, Darren Abraham, Francesco Mendolia. 

### Percusionistas
Bosco De Oliveira, Thomas Dyani, Daniel Sadownick, Danny Cummings, Snowboy, Martin Verdonk, Miles Bould, Karl Vanden Bossche,  Luis Jardim, Chris Joris, Gee Bello, Steve Thornton, Iwan, Pandit, James Mack, Joao Caetano.

### Trompetistas
Peter Segona, Guy Barker, Claude Deppa, Byron Wallen, John Thirkell, Gerard Presencer, Basilio Márquez, Julio Padrón, Jesús Alemany, Alexander Norris, Colin Graham, Dominc Glover, Juanito Mungui, Tony Kadler, Duncan McKay, Kevin Robinson, Greg Gisbet, Tim Hagans, Tom Res, Dave Defries, Sid Gauld, Roy Hargrove, RIo Sidik, Daniel Marsden, Darren Wiles, Kenny Wellington. 

### Saxofonistas
George Lee, Ray Carless, Roger Thomas, Denys Baptiste, Patrick 'Roppongi' Clahar, Jason Yarde, Bud Beadle, Snake Davis, Chris White, Roman Filiu, Chris DeMargary, Chris Hunter, Tim Ries, Ronnie Cuber, Ken Hitchcock, Rowland Sutherland Richard,, Daniel Nicholson, Tom Richards, Finn Peters, Molly Duncan, Ben Castle, Ed Xiques, Jim Hunt, Dave O'Higgins, Ed Jones, Andy Ross, Chris DeMargary, James Anderson.

### Trombonistas
Trevor Mires, Alistair White, Nichol Thomson, Michael Davis, Fayaz Virgi, Joe De Jesus, Jimmy Bosch, Adrian Fry, Avi Leibovich, Richard Edwards, Mark Nightingale, Winston Rollins, Vin Gordon, Neil Sidwell, Martin Gladdish,  Magnus Dearness, Raphael Crawford.

### Flautistas
Gareth Lockrane, Neil Metcalfe, Rowland Sutherland. 

### Armonicistas
Adam Glasser.

### Arreglistas
Simon Hale, Bob Belden.

### Cuerdas
Diane Monroe, Yuri Vodovoz, Paul Woodiel, Barry Finclair, Rebekah Johnson, Sanford Allen, Steven Hussey, Alison Dods, Becca Ware, Catherine Browning, Chris Worsey, Everton Nelson, Jesse Levine, Ian Burdge, Lucy Wilkins, John Dexter, Kurt Coble, Marshall Coid, Liuh-Wen Ting, Vince Greene, Xin Zhao, Jean R. Perrault, Yolisa Phahle, Michael Gray, Darragh Morgan, John Metcalfe, Helena Wood, Adrian Smith, Warren Zielinski, Louisa Fuller, Camilla Pay, Celine Saout, Ivan Hussey

### DJs
DJ Dodge, DJ Soul Slinger, DJ Soul slinger, Venom, Alex Rizzo, Roger Sanchez, Matt Ottewill, Ray Hayden.

## Discografía

### Álbumes de estudio
- 1981 Jazz Funk
- 1991 Inside Life
- 1992 Tribes, Vibes And Scribes
- 1993 Positivity
- 1995 100° And Rising
- 1996 Beneath The Surface
- 1999 No Time Like The Future
- 2001 Life, Stranger Than Fiction
- 2002 Who Needs Love
- 2004 Adventures In Black Sunshine
- 2005 Eleven
- 2006 Bees + Things + Flowers
- 2008 Tales From The Beach
- 2010 Transatlantic RPM
- 2012 Surreal
- 2014 Amplified My Soul
- 2016 In Search Of Better Days
- 2019 Tomorrow's New Dream

### Compilaciones, Remixes y Grabaciones en vivo
- Remixed (Remix album) - 1996
- Last Night In Tokyo (Japanese live album) - 1997
- Blue Moods (Japanese compilation album) - 1997
- Future Remixed (Remix album) - 2000
- The Best of Incognito (Japanese "Best of" compilation) - 1998
- The Best of Incognito ("Best of" compilation) - 2000
- Life, Stranger Than Fiction - Remixes (Remix album) - 2001
- Love X Love ("Who Needs Love" remix edition) - 2003
- Let The Music Play (25th Anniversary compilation) - 2005
- Feed Your Soul (Japanese remix release by Incognito and Rice Artists) - 2005
- Millennium Collection (20th Century Masters' "Best of" collection) - 2007
- More Tales Remixed (Remix album) - 2008
- Live in London - 30th Anniversary Show - 2010
- Live in London - 35th Anniversary Show - 2015

### Singles
- 1980 Parisienne Girl (UK #73)
- 1981 Incognito
- 1981 North London Boy / Second Chance
- 1990 Can You Feel Me
- 1991 Always There  --featuring Jocelyn Brown (UK #6, IRL #25)
- 1991 Crazy For You featuring Chyna (UK #59)
- 1992 Don't You Worry 'Bout A Thing (UK #19)
- 1992 Change (UK #52)
- 1993 Still A Friend Of Mine (UK #47)
- 1993 Givin' It Up (UK #43)
- 1993 I Hear Your Name
- 1994 Pieces Of A Dream (UK #35)
- 1995 Everyday (UK #23)
- 1995 Good Love
- 1995 I Hear Your Name (UK #42)
- 1995 Jacob's Ladder
- 1996 Jump To My Love / Always There (UK #29)
- 1996 Out Of The Storm (UK #57)
- 1999 Black Rain
- 1999 I Can See The Future
- 1999 It Ain't Easy
- 1999 Nights Over Egypt (UK #56)
- 2000 Get Into My Groove
- 2001 Life Stranger Than Fiction Remixes
- 2002 Can't Get You Out Of My Head
- 2002 Morning Sun
- 2002 Reach Out Remixes
- 2003 Love X Love
- 2003 On The Road
- 2004 Everything Your Heart Desires
- 2004 Listen To The Music
- 2005 The 25th Chapter
- 2005 We Got Music
- 2007 This Thing Called Love (Remix)
- 2007 That's the Way of the World
- 2008 I've Been Waiting
- 2009 Happy People
- 2010 Lowdown
- 2010 1975